# Ruth White
Ruth White (1 de septiembre de 1925 - 26 de agosto de 2013) fue una compositora americana conocida por sus obras de música electrónica y música experimental. Aunque gran parte de su carrera la dedicó a la creación de grabaciones educativas y materiales de enseñanza, es conocida por ser una pionera en la composición de música electrónica, por sus experimentaciones con sonido desde muy temprana edad, y por el uso del sintetizador Moog como una de sus principales herramientas de composición. Su trabajo Short Circuits (1971) es considerado como uno de los discos más influyentes en lo que se denomina "Nueva música".
Sus primeros trabajos Seven Trumps From Tarot Card and Pinions (1968), Flowers of Evil (1969), y Short Circuits (1971) muestran diversos usos del sintetizador Moog, así como de diferentes instrumentos electrónicos.A lo largo de su carrera, recibió numerosas distinciones por su música, entre cuyos créditos también se incluyen grabaciones de música clásica y composiciones musicales para comerciales de televisión, películas y otros formatos de multimedia.

## Biografía
Ruth White estudió música y composición en la Carnegie Tech en Pensilvania (ahora Universidad Carnegie Mellon). Tuvo una formación clásica en piano, violín, chelo, arpa, clarinete y tuba. Escribió su primera composición a la edad de 8 años y desde los 15 publicó un flujo constante de grabaciones. Sus estudios formales de composición los inició con Nikolai Lopatnikoff en el Carnegie Institute of Technology, donde realizó su licenciatura en piano y composición musical (1948) y una maestría en composición (1949).Continuó su formación con John Vincent en la Universidad de California en Los Ángeles (UCLA). Ahí también trabajó como supervisora en la Escuela de Demostración de esta institución. Durante su tiempo en la UCLA, White conoció a George Antheil, y de 1951 a 1954, se convirtió en una de los tres únicos estudiantes aceptados por el pianista y compositor para estudiar bajo su tutela.
Su primera grabación formal la realizó en 1954, cuando se asoció con el realizador Paul Burnford para crear una banda sonora y un manual de enseñanza para el filme Rhythms of the Freight Yard. La banda sonora fue lanzada bajo el título Railroad Rhythms y contenía la partitura musical y efectos de sonido de la película. El manual junto con la película fueron diseñados para ayudar a los maestros con las técnicas de enseñanza de ritmos para la Escuela primaria UCLA. En 1955 fundó el sello musical Rhythms Productions, bajo el cual publicó más de cincuenta trabajos.
Su primera incursión en grabaciones de música popular fue Rhythm Instruments; With Folk Music From Many Lands. Dos años más tarde, en 1957, fue comisionada por la junta educativa del distrito de Los Ángeles para grabar música para el departamento de educación física de todas las escuelas del condado. Estas grabaciones (cinco discos de larga duración que se realizaron en un lapso de tres años) fueron llamadas Folk Dances from ‘Round the World. El set también incluyó diccionarios de pasos de baile para cada una de las grabaciones con el fin de guiar a los estudiantes. Rhythms Productions® incluso se encargó de imprimir materiales educativos que mostraban los trajes de las danzas populares de diversos países del  mundo. En 1960 se alejó de la música popular e incursionó en la "Nueva música" y la Música Electrónica. En 1964 fue becada por la fundación Huntington Hartford Foundation (1948-1965). Durante ese tiempo, Ruth se interesó por la experimentación con sonidos.
A pesar de no tener entrenamiento en instrumentos musicales electrónicos, Ruth escribió: "... Se me ocurrió que yo estaba realmente escuchando experimentos puros con el ruido... o con sonidos no organizados. La desintegración a través del concepto del ruido era muy importante para mí. Empecé a comprender el potencial fantástico para la expansión de nuestro vocabulario musical si podíamos recurrir a las nuevas técnicas para capturar y hacer ruido. Si pudiéramos encontrar maneras de manipular estos materiales,  podíamos llevarlos al lenguaje musical de una manera significativa. Esto podría ser un soplo de aire fresco... nueva vida para nuestros sistemas musicales, que durante mucho tiempo se sentían pequeños y sin vida para mí".
En 1965 publicó Motifs For Dance Compositions, pieza que juega con texturas, motivos del espacio y música electrónica, así como con influencias de sonidos orientales. White continuó su experimentación con la música electrónica y en 1966 publicó el álbum Music For Contemporary Dance Volume 1; al año siguiente, Music For Contemporary Dance Volume 2. Ambos lanzamientos figuran entre los más destacados de la música electrónica combinada con sonidos clásicos y étnicos, así como sonidos electrónicos y poesía.

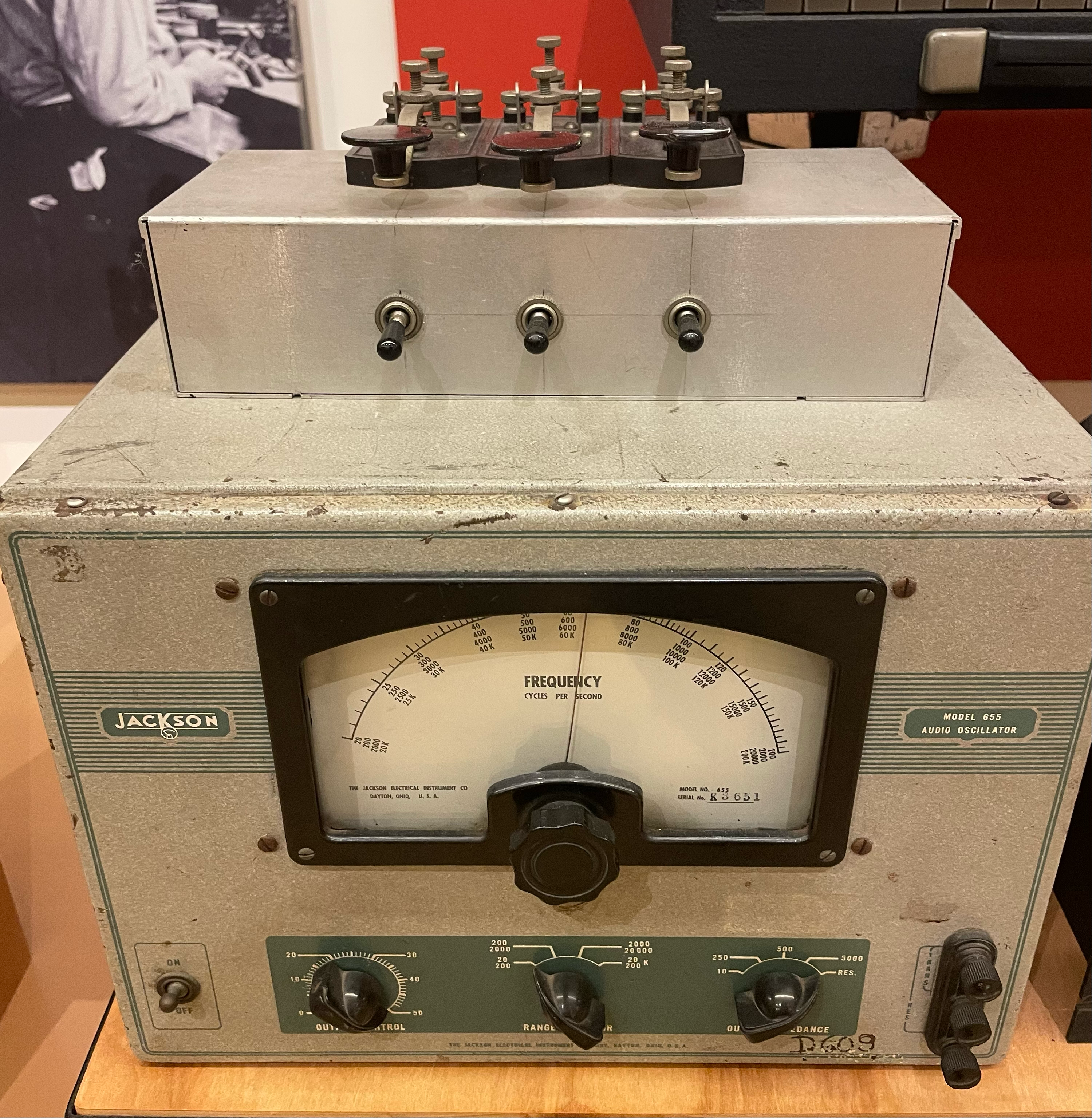
Audio osciladores y controlador elaborado por Ruth White a partir de un manipulador telegráfico. (Exhibido en el Musical Instrument Museum de Phoenix)

En 1967 también lanzó Adventures In Rhythms Volume 1 and 2, diseñado para la enseñanza de música en las escuelas mediante el uso de cuentos y poemas. Con estas actividades se pretendía presentar una variedad de actividades rítmicas a través de las cuales los niños podían expresar sus ideas creativas acerca del movimiento y del sonido.
En 1968 fue comisionada por el coreógrafo Eugene Loring (de la Universidad de California) para crear la música de la perfomance Seven Trumps from the Tarot Card and Pinions. La obra tuvo tanto éxito que el diario Los Angeles Times describió el sonido de la obra como "una puntuación muy emocionante".
En 1969 Ruth White fundó Lektrafon Music, una productora especializada en el uso de la música electrónica para comerciales de televisión. Su primer cliente fue la compañía de automóviles Ford. Ese mismo año se convirtió en miembro activo del National Trustee for the National Academy of Recording Arts & Sciences (NARAS), del que fue vicepresidenta en 1973.
En 1969 salió a la luz una de sus obras más importantes: Flowers of Evil con piezas de música experimental basadas en los poemas de Charles Baudelaire. En 1970 y 1971, publicó los discos Short Circuits y la reedición francesa de Klassik o'tilt, ambos bajo el sello EMI. Por otra parte, fue comisionada por EMI para grabar clásicos de Shostakovich, Debussy, Chopin.
```
 En 1971, Ruth White formó la compañía 
"Ruth White Films"
 para producir vídeos para una nueva tecnología llamada
 televisión cartucho
 tecnología precursora de los sistemas 
VHS
 que terminaron por dominar el mercado.
```

En 1973 White y su sobrino David White, quien también es músico, comenzaron a producir proyectos multimedia dirigidos a la difusión de la lectura en niños. Ruth White se dio cuenta de que la televisión había cambiado la forma en la que los niños aprenden. El audio sin vídeo era cosa del pasado.
"En el futuro, el audio sin elementos visuales, a excepción de los discos de baile, no tendrá ningún valor". 
Ese mismo año inventó el personaje de Mr. Windbag, el cual apareció en la serie educativa The Adventures Of Mr. Windbag. La aventura de Mr. Windbag eran dos paquetes de contenidos multimedia, uno de ellos fue titulado "The Mr. Wind Bag Stories", y la otra, "The Adventures Of Mr. Windbag In Metric Land". Los paquetes contaban con tres películas y libros de actividades con fines educacionales. 
Desde sus comienzos, la editorial Rhythms Productions® fue pionera en su campo con productos innovadores de aprendizaje a través de programas de música.

## Discografía
| Año  | Título                                                                                      | Formato                              |
| ---- | ------------------------------------------------------------------------------------------- | ------------------------------------ |
| 1947 | Songs From Japanese Poets                                                                   | LP                                   |
| 1950 | Palestinian Song Cycle                                                                      | LP                                   |
| 1955 | A Certain Slant Of Light                                                                    | LP                                   |
| 1955 | Rhythm Instruments With Folk Music From Many Lands                                          | Vinilo 7″ Rhythms Productions®       |
| 1955 | Settings For Lullabies ‘Round The World                                                     | Vinilo 12″ Rhythms Productions®      |
| 1957 | Folk Dances From ‘Round The World Vol. 1                                                    | Vinilo 7″ Rhythms Productions®       |
| 1959 | Folk Dances From ‘Round The World Vol. 2                                                    | Vinilo 7″ Rhythms Productions®       |
| 1959 | Folk Dances From ‘Round The World Vol. 3                                                    | Vinilo 7″ Rhythms Productions®       |
| 1959 | Folk Dances From ‘Round The World Vol. 4                                                    | Vinilo 7″ Rhythms Productions®       |
| 1960 | Folk Dances From ‘Round The World Vol. 5                                                    | Vinilo 7″ Rhythms Productions®       |
| 1960 | Good Neighbors; A Fiesta Of Latin American Folk Dances                                      | Vinilo 7″ Rhythms Productions®       |
| 1960 | The Rhythms Hour                                                                            | Vinilo 7″ Rhythms Productions®       |
| 1960 | Play Time-A Festival Of Rhythmic Dramatizations                                             | Vinilo 7″ Rhythms Productions®       |
| 1962 | The Fundamentals Of Music For Dancers                                                       | Vinilo 7″ Rhythms Productions®       |
| 1962 | Motivations for Modern Dance                                                                | Vinilo 7″ Rhythms Productions®       |
| 1962 | The Holiday Sampler: Activity Songs For Christmas                                           | Vinilo 7″ Rhythms Productions®       |
| 1962 | First Folk Dances                                                                           | LP Rhythms Productions®              |
| 1965 | Motifs For Dance Composition                                                                | Vinilo 7″ Rhythms Productions®       |
| 1966 | Music For Contemporary Dance (Vol 1)                                                        | Vinilo 7″ Rhythms Productions®       |
| 1967 | Music For Contemporary Dance (Vol 2)                                                        | Vinilo 7″ Rhythms Productions®       |
| 1967 | Adventures In Rhythms (Vol 1)                                                               | Vinilo 7″ Rhythms Productions®       |
| 1967 | Adventures In Rhythms (Vol 2)                                                               | Vinilo 7″ Rhythms Productions®       |
| 1968 | Seven Trumps From The Tarot Card And Pinions                                                | LP, Vinilo 12″ Limelight             |
| 1969 | Flowers of Evil                                                                             | LP, Vinilo 12″ Limelight             |
| 1970 | Short Circuits                                                                              | Vinilo 12″ Angel Records - EMI       |
| 1971 | Klassik o'tilt                                                                              | LP, Vinilo 12″ EMI                   |
| 1973 | The Adventures of Mr Windbag in Metric Land                                                 | Set educacional Rhythms Productions® |
| 1973 | The Peppermint Tiger: And Other Activity Songs                                              | LP, Vinilo 12″ Rhythms Productions®  |
| 1973 | Down Lolipop Lane                                                                           | LP, Vinilo 12″ Rhythms Productions®  |
| 1973 | Action Songs For Everyday Vol. 1                                                            | LP, Vinilo 12″ Rhythms Productions®  |
| 1973 | Cotton Candy Castles: Activity Songs                                                        | LP, Vinilo 12″ Rhythms Productions®  |
| 1973 | Chocolate Choo Choo: And Other Activity Songs                                               | LP, Vinilo 12″ Rhythms Productions®  |
| 1976 | It’s A Happy Feeling; And Other Activity Songs                                              | LP, Vinilo 12″ Rhythms Productions®  |
| 1977 | Fiddle-EE-fee                                                                               | LP, Vinilo 12″ Rhythms Productions®  |
| 1977 | The Rhythm Makers                                                                           | LP, Vinilo 12″ Rhythms Productions®  |
| 1977 | I’ve Got A Reason To Sing                                                                   | LP, Vinilo 12″ Rhythms Productions®  |
| 1978 | Musical Math: Beginning Concepts (Vol. 1)                                                   | LP, Vinilo 12″ Rhythms Productions®  |
| 1978 | Musical Math: Addition/Subtraction (Vol. 2)                                                 | LP, Vinilo 12” Rhythms Productions®  |
| 1978 | Musical Math: Multiplication (Vol. 3)                                                       | LP, Vinilo 12″ Rhythms Productions®  |
| 1979 | Musical Math: Beginning Concepts (Vol. 1)                                                   | LP, Vinilo 12″ Rhythms Productions®  |
| 1979 | Musical Math: Addition/Subtraction (Vol. 2)                                                 | LP, Vinilo 12″ Rhythms Productions®  |
| 1979 | Musical Math: Multiplication (Vol. 3)                                                       | LP, Vinilo 12″ Rhythms Productions®  |
| 1979 | Action Songs for Holidays And Special Days                                                  | LP, Vinilo 12″ Rhythms Productions®  |
| 1980 | Animals Are Wonderful                                                                       | LP, Vinilo 12″ Rhythms Productions®  |
| 1980 | Musical Reading                                                                             | LP, Vinilo 12″ Rhythms Productions®  |
| 1995 | Musical Reading: Alphabet, Vowels                                                           | LP, Vinilo 12″ Rhythms Productions®  |
| 1980 | Musical Reading: Consonants B through K                                                     | LP, Vinilo 12″ Rhythms Productions®  |
| 1980 | Musical Reading: Consonants L through Z                                                     | LP, Vinilo 12″ Rhythms Productions®  |
| 1982 | Singing Games                                                                               | LP, Vinilo 12″ Rhythms Productions®  |
| 1982 | Listen and Read                                                                             | Set educacional Rhythms Productions® |
| 1983 | Sing Along with Mother Goose                                                                | LP, Vinilo 12″ Rhythms Productions®  |
| 1985 | Bubblegum Band                                                                              | Casete CTV Rhythms Productions®      |
| 1985 | Big Rock Candy Mountain                                                                     | Casete CTV Rhythms Productions®      |
| 1988 | Mr. Windbag In Shape Land: Learn About Shapes (Casete 1999)                                 | Casete CTV Rhythms Productions®      |
| 1988 | The Adventures Of Mr. Windbag (The Line Country)                                            | Casete CTV Rhythms Productions®      |
| 1988 | Mr. Windbag And The Magic Cup Learn About Quantity (More/Less)                              | Casete CTV Rhythms Productions®      |
| 1988 | Mr. Windbag And The Lollipop Race                                                           | Casete CTV Rhythms Productions®      |
| 1999 | Tom Thumb’s First Reader’s Kit: “Hear, See, Say & Do” Activities                            | Set educacional Rhythms Productions® |
| 1999 | Mr. Windbag in Shape Land: Learn About Shapes (Watch Me Grow Series)                        | Casete Cheviot Rhythms Productions®  |
| 1999 | Mr. Windbag in Shrink Land: Learn About Size (Watch Me Grow Series)                         | Casete Cheviot Rhythms Productions®  |
| 1999 | Mr. Windbag in the Line Country: Learn About Letters & Numbers                              | Casete Cheviot Rhythms Productions®  |
| 1999 | Mr. Windbag and the Magic Cup: Learn About Quantity (More/Less) (Watch Me Grow Series)      | Casete Cheviot Rhythms Productions®  |
| 1999 | Mr. Windbag and the Birthday Party: Learn About Weight (Heavy/Light) (Watch Me Grow Series) | Casete Cheviot Rhythms Productions®  |
| 1999 | Mr. Windbag and the Lollipop Race (Watch Me Grow Series)                                    | Casete Cheviot Rhythms Productions®  |